# Nicola監修 モデル☆おしゃれオーディション
『nicola監修 モデル☆おしゃれオーディション』（ニコラかんしゅう モデルおしゃれオーディション）は、アルケミストから2010年4月1日に発売されたニンテンドーDS用ゲームソフト。
アバターを作成し、ローティーン向けファッション雑誌『ニコラ』のニコモ兼編集部員として、服のコーディネートや写真撮影、雑誌の編集を行い、ファッションリーダーを目指す。プロフィールデータは交換して「お友達ニコモ」として登録できる。

## シリーズ一覧
2011年から2015年まで、ニンテンドー3DSで続編が4本発売された。4作目よりニコラ監修ではなくなっている。
『ドリームガール プルミエ』発表時点で、シリーズ累計50万本以上を販売している。なお、同作は「モデル☆おしゃれオーディション」を冠していないが、シリーズのオフィシャルブログで取り扱われていることから、同シリーズ扱いとする。
| 2010 | nicola監修 モデル☆おしゃれオーディション          |
| 2011 | nicola監修 モデル☆おしゃれオーディション2         |
| 2012 | nicola監修 モデル☆おしゃれオーディション プラチナ |
| 2013 | モデル☆おしゃれオーディション ドリームガール      |
| 2014 |                                                   |
| 2015 | ドリームガール プルミエ                           |

| タイトル                                          | 発売日         | 対応機種        |
| ------------------------------------------------- | -------------- | --------------- |
| nicola監修 モデル☆おしゃれオーディション          | 2010年4月1日   | ニンテンドーDS  |
| nicola監修 モデル☆おしゃれオーディション2         | 2011年11月3日  | ニンテンドー3DS |
| nicola監修 モデル☆おしゃれオーディション プラチナ | 2012年11月8日  | ニンテンドー3DS |
| モデル☆おしゃれオーディション ドリームガール      | 2013年11月14日 | ニンテンドー3DS |
| ドリームガール プルミエ                           | 2015年11月19日 | ニンテンドー3DS |

## nicola監修 モデル☆おしゃれオーディション2
2011年11月3日に発売された続編。『ニコラ』との連動でファッションコンテストも行っている。
ヘアメイクやネイルアートの要素が追加されたほか、メンズモデルも登場している。

## nicola監修 モデル☆おしゃれオーディション プラチナ
2012年11月8日に発売された続編。前作から更にアイテム・イベント等が追加されている。

## 関連商品

### モデル☆おしゃれオーディション コーデ＆プロフカード
コンビニ等で販売しているカード。
1袋につきプロフカードが1枚、コーデシールが2枚、ネイルシールが1枚が付属している。全12種類。

### キラモテガーリーコレクション
アクセサリーのカプセルトイ。全8種類。
2012年3月、「キラモテガーリーコレクション2」が発売。

### モデル☆おしゃれオーディション 目指せ！ファッションリーダー
ほるぷ出版から発売される単行本。
ファッションモデルを目指す、小学6年生のアンナの物語。

## モデションガール
本作品のイメージキャラクター。
nicola監修 モデル☆おしゃれオーディション
- 中山絵梨奈（リーダー）
- 池田依來沙
- 春川芽生

nicola監修 モデル☆おしゃれオーディション2
- 中山絵梨奈（リーダー）
- 池田依來沙
- 春川芽生
- 飯豊まりえ
- 田中若葉